# オイ (ロシア)
オイ（ロシア語: Ой）は、ロシア連邦サハ共和国メギノ＝カンガラス地区にあるネミュギンスキー農村地区における唯一の集落、行政の中心であり、上位の中心地であるポクロフスクから7キロメートル (4.3 mi)ほどの距離に位置している。2010年全ロシア国勢調査における人口は、2,266人で、2002年調査時点の 2,305人から減少した 。